# Plebiscito sobre la independencia de las Islas Feroe de 1946
El plebiscito sobre la independencia de las Islas Feroe fue un plebiscito realizado el 14 de septiembre de 1946. 

## Resultados
| Opción                               | Votos  | %     |
| ------------------------------------ | ------ | ----- |
| Sí                                   | 5.660  | 50.73 |
| No                                   | 5.499  | 49.27 |
| Votos en blanco o inválidos          | 481    | 4.13  |
| Total                                | 11.640 | 100   |
| Votantes registrados y participación | 17,216 | 67.52 |
| Fuente: Democracia directa           |        |       |

## Resultados por isla
| Isla           | Unión con Dinamarca | Unión con Dinamarca | Secesión de Dinamarca | Secesión de Dinamarca | Votos invalidos | Votos invalidos | Total  | Votos  | Participación |
| -------------- | ------------------- | ------------------- | --------------------- | --------------------- | --------------- | --------------- | ------ | ------ | ------------- |
| Norðoyar       | 398                 | 28.1%               | 954                   | 67.3%                 | 65              | 4.6%            | 1,417  | 2,220  | 63.8%         |
| Eysturoy       | 1,372               | 54.4%               | 1,051                 | 41.6%                 | 101             | 4.0%            | 2,524  | 3,854  | 65.5%         |
| Norðurstreymoy | 544                 | 45.2%               | 621                   | 51.6%                 | 38              | 3.2%            | 1,203  | 1,679  | 71.6%         |
| Vágar          | 434                 | 40.0%               | 616                   | 56.7%                 | 36              | 3.3%            | 1,086  | 1,485  | 73.1%         |
| Suðurstreymoy  | 673                 | 31.7%               | 1,309                 | 61.7%                 | 138             | 6.5%            | 2,120  | 3,323  | 63.8%         |
| Sandoy         | 286                 | 36.5%               | 465                   | 59.4%                 | 32              | 4.1%            | 783    | 1,053  | 74.4%         |
| Suðuroy        | 1,783               | 71.6%               | 640                   | 25.7%                 | 68              | 2.7%            | 2,491  | 3,602  | 69,2%         |
| Total          | 5,490               | 47.2%               | 5,656                 | 48.7%                 | 478             | 4.1%            | 11,624 | 17,216 | 67.5%         |

## Después del plebiscito
El resultado fue 50,74% a favor contra 49.26% en contra. Posteriormente, las Islas Feroe declararon su independencia el 18 de septiembre de 1946; sin embargo, esta declaración fue anulada por Dinamarca el 20 de septiembre con el argumento de que una mayoría de los votantes de las Islas Feroe no habían apoyado la independencia y el rey Christian X de Dinamarca disolvió el Parlamento feroés el 24 de septiembre. La disolución del parlamento fue el 8 de noviembre seguida de las elecciones parlamentarias de las Islas Feroe de 1946, en donde los partidos en favor de la plena independencia recibieron un total de 5.396 votos, mientras que los partidos en contra de la independencia recibieron un total de 7.488 votos. Como reacción a los crecientes movimientos de autonomía e independencia, Dinamarca concedió finalmente la autonomía a las Islas Feroe el 30 de marzo de 1948.